# Acordul secret româno-rus (1914)
Acordul secret româno-rus din 1914, cunoscut și ca „Acordul Sazonov-Diamandy”, a fost un acord internațional, încheiat în secret între guvernul român și guvernul Imperiului Rus având ca obiect principal asigurarea unei atitudini favorabile a României față de Imperiul Rus la începutul Primului Război Mondial. Acordul a fost semnat în 18 septembrie/1 octombrie 1914 la Sankt Petersburg de reprezentantul diplomatic al României, Constantin Diamandy, și de ministrul de externe al Imperiului Rus, Serghei Sazonov.:pp. 813-814

## Prevederi
Prin acest acord, României i se recunoștea pentru prima dată în mod oficial dreptul de a reuni „părțile din Austro-Ungaria, locuite de români”, atunci când „va considera oportun”. Referitor la Bucovina, se stabilea ca principiul naționalităților să servească drept bază în delimitarea teritoriilor ce urmau să treacă sub suveranitatea României sau Rusiei. Alte prevederi ale acordului stipulau că statul român se obliga să păstreze o „neutralitate binevoitoare” față de Rusia până ce se va decide să intre în război, în schimb Rusia se obliga să determine guvernele francez și britanic să recunoască acordul încheiat. De asemenea, părțile se obligau să păstreze un secret absolut asupra existenței și conținutului acordului.:p. 340